# Apiletria
Apiletria é um gênero de traça pertencente à família Agonoxenidae.